# ГЕС Норт-Форк
ГЕС Норт-Форк — гідроелектростанція у штаті Орегон (Сполучені Штати Америки). Знаходячись між ГЕС Oak Grove (44 МВт, вище по течії) та ГЕС Фарадей (44 МВт), входить до складу каскаду на річці Клакамас, правій притоці Вілламетт, лівої притоки Колумбії (має гирло на узбережжі Тихого океану на межі штатів Вашингтон та Орегон).
У межах проекту річку перекрили бетонною арковою греблею висотою 63 метри, довжиною 206 метрів та товщиною від 2,4 (по гребеню) до 9,8 (по основі) метрів. Вона утримує витягнуте по долині Клакамас на 6,4 км водосховище з площею поверхні 1,3 км2 та об’ємом 23 млн м3 (корисний об’єм лише 0,86 млн м3, чому відповідає коливання рівня у діапазоні 0,6 метра).
Через водоводи діаметром по 4,3 метра ресурс подається до пригреблевого машинного залу, обладнаного двома турбінами типу Френсіс загальною потужністю 58 МВт, які використовують напір у 40 метрів.
Гідрокомплекс вирізняється протяжним – 3 км – рибоходом, котрий забезпечує природну міграцію риби.